# Sovjetunionens cup (volleyboll, damer)
Sovjetunionens cup i volleyboll för damer spelades 1950 till 1991 (med ett avbrott 1954-1971, 1975 och 1979).

## Resultat per år[1][2]
| Upplaga              | Upplaga               | Podium                  | Podium        | Podium                  |              |
| Säsong               | Spelplats för finalen | Mästare                 | Matchresultat | Finalist                |              |
| -------------------- | --------------------- | ----------------------- | ------------- | ----------------------- | ------------ |
| 1950 mer information | Moskva                | ZHVK Dinamo Moskva      | 3 - 0 (?)     | Spartak Leningrad       |              |
| 1951 mer information | Dnipropetrovsk        | ZHVK Dinamo Moskva      | -             | ZHVK Lokomotiv Moskva   |              |
| 1952 mer information | Minsk                 | ZHVK Lokomotiv Moskva   | -             | Spartak Leningrad       |              |
| 1953 mer information | Ivanovo               | ZHVK Dinamo Moskva      | -             | Spartak Leningrad       |              |
| 1954-71              | -                     | Ej genomförd            | Ej genomförd  | Ej genomförd            | Ej genomförd |
| 1972 mer information | Sotji                 | CSKA Moskva             | -             | VK Avtomobilist Taškent |              |
| 1973 mer information | Sotji                 | Burevestnik Leningrad   | -             | Lokomotiv Moskva        |              |
| 1974 mer information | Sotji                 | Medin Odessa            | -             | Neftyanik VK            |              |
| 1975                 | -                     | Ej genomförd            | Ej genomförd  | Ej genomförd            | Ej genomförd |
| 1976 mer information | Sotji                 | Spartak Leningrad       | -             | VK Uralochka-NTMK       |              |
| 1977 mer information | Sotji                 | Spartak Leningrad       | -             | CSKA Moskva             |              |
| 1978 mer information | Sevastopol            | VK Avtomobilist Taškent | -             | ZHVK Dinamo Moskva      |              |
| 1979                 | -                     | Ej genomförd            | Ej genomförd  | Ej genomförd            | Ej genomförd |
| 1980 mer information | Volgograd             | VK Iskra Vorosjilovgrad | -             | VK Orbita-ZTMK-ZNU      |              |
| 1981 mer information | Luhansk               | Medin Odessa            | -             | ZHVK Dinamo Moskva      |              |
| 1982 mer information | Moskva                | ZHVK Dinamo Moskva      | -             | CSKA Moskva             |              |
| 1983 mer information | Moskva                | Medin Odessa            | -             | ADK Alma-Ata            |              |
| 1984 mer information | -                     | CSKA Moskva             | -             |                         |              |
| 1985 mer information | Zaporizjzja           | VK Orbita-ZTMK-ZNU      | -             | ZHVK Dinamo Moskva      |              |
| 1986 mer information | -                     | VK Uralochka-NTMK       | -             | -                       |              |
| 1987 mer information | Jekaterinburg         | VK Uralochka-NTMK       | -             | ADK Alma-Ata            |              |
| 1988 mer information | Zaporizjzja           | VK Uralochka-NTMK 2     | -             | TTU Leningrad           |              |
| 1989 mer information | Jekaterinburg         | VK Uralochka-NTMK       | -             | VK Uralochka-NTMK 2     |              |
| 1990 mer information | -                     | ADK Alma-Ata            | -             | -                       |              |
| 1991 mer information | -                     | BMKZ VK                 | -             | -                       |              |